# Betta ocellata
Betta ocellata — тропічний прісноводний вид риб з родини осфронемових (Osphronemidae), підродина макроподових (Macropodusinae).
Належить до групи видів Betta unimaculata, яка включає види: B. unimaculata, B. macrostoma, B. patoti, B. ocellata, B. gladiator, B. pallifina.
Назва ocellata стосується стосується плями, завжди наявної в нижній частині основи хвостового плавця.
Існувала певна плутанина з ідентифікацією виду. Спочатку Фердинанд де Бофорт 1933 року описав вид, маючи лише один зразок цієї риби. Згодом, 1962 року, назва B. ocellata була визначена синонімом B. unimaculata, але це рішення виявилося хибним, і 2005 року видова назва B. ocellata була відновлена, а сам вид отримав новий опис, виконаний на основі свіжих зразків.

## Опис
Максимальна стандартна довжина (без хвостового плавця) оцелати становить 79,8 мм, загальна довжина — 131,9-135,6 % стандартної. Тіло відносно струнке, його висота біля початку спинного плавця становить 21,6-24,5 % стандартної довжини. Профіль спини до спинного плавця майже прямий, у дорослих самців над очима є горбинка. Спинний плавець розташований ближче до хвоста. Голова широка, морда трохи загострена, довжина голови становить 31,4-33,3 % стандартної довжини. Верхня щелепа сягає переднього краю ока. Хвостове стебло сильно стиснуте з боків, його висота становить 14,8-14,0 % стандартної довжини.
Хвостовий плавець округлий, спинний та анальний трохи загострені на кінцях, черевні плавці нитчасті. Довжина основи анального плавця становить 52,2-54,5 %, а спинного — лише 10,5-11,3 % стандартної довжини. У спинному плавці 0-1 твердий і 7-8 м'яких променів, в анальному плавці 1-2 твердих і 28-30 м'яких променів. Хребців 33-34. У бічній лінії 32-34 луски.
Забарвлення тіла від світло-коричневого до темно-коричневого, характерна кругляста чорна пляма розташована трохи нижче центра основи хвостового плавця. У самок та молодих екземплярів уздовж усього тіла проходять одна або дві невиразні темні смуги. У дорослих самців зяброві кришки вилискують синім кольором, луски на тілі також мають лиск, його інтенсивність у популяцій з різних місцевостей буває різною. У самки дуже мало або й взагалі немає лиску на тілі та зябрових кришках. Забарвлення плавців коричневе, грудні плавці майже безбарвні. На спинному, хвостовому та анальному плавцях можуть бути поперечні смуги, іноді слабкі, іноді добре помітні.
Риби, що походять з прозорих водойм, мають синє або зелене забарвлення.
Самці більші за самок, яскравіше забарвлені, мають ширшу голову й ширші плавці.

## Поширення
Вид поширений на північному сході острова Калімантан. Ендемік цього острова. Зустрічається на території малайзійського штату Сабах (округи Сандакан, Кінабатанган, Лагад-Дату, Тавау), а також у сусідніх районах на півночі індонезійської провінції Північний Калімантан (басейн річки Себуку).
Риби були виявлені в різних типах прісних водойм. У басейні річки Кінабатанган вони зустрічаються в темних водах низинних лісових струмків та лугових озер. Тут водяться також Rasbora sumatrana, Puntius sealei, P. banksi (родина коропові), Pangio mariarum, Theriodes sandakanensis (родина в'юнові), Nemacheilus olivaceus (родина баліторові), Ompok sabanus (родина сомові), Clarias teijsmanni (родина кларієві) і Trichogaster trichopterus (родина осфронемові). Зразки з долини Данум (округ Лагад-Дату) були виявлені в стоячих або з повільною течією водоймах з прозорою водою, розташованих уздовж головного русла річки. Синтопичними видами тут були: Garra borneensis (родина коропові), Homaloptera stephensoni, Gastromyzon danumensis, G. lepidogaster, G. cf. punctulatus, Protomyzon griswoldi, P. whiteheadi, Nemacheilus olivaceus (родина баліторові). Зразки з Тавау жили в тихих ставках з темною водою, розташованих серед плантацій олійної пальми; B. ocellata була тут найчисельнішим видом риб. У басейні річки Брантіан вид присутній в деяких лісових струмках, але тут він рідкісний.

## Біологія
Вид мешкає в неглибоких ділянках водойм, риби тримаються серед прибережної рослинності, коріння або опалого листя, що лежить на дні. На луках живуть серед затоплених трав. Часто оцелат знаходять в ущелинах, нерідко — в ізольованих калюжах, розташованих на підвищеннях. Вони живуть групами з однієї дорослої та кількох молодих риб. Оцелати відмінно стрибають, що може пояснити їх присутність в дрібних ізольованих водоймах.
Для цього виду характерною є поведінка, коли риби широко розкривають рота.
Раціон оцелат складається головним чином з наземних комах, інколи вони ловлять водних безхребетних.
Самець інкубує ікру в роті. Самка зазвичай ініціює нерест. Ікра відкладається й запліднюється невеликими порціями під час «обіймів», типових для осфронемових, коли самець обволікає самку своїм тілом. Самець збирає ікру сам, без допомоги самки, а тоді виношує в роті потомство протягом 12-17 днів. Після закінчення інкубаційного періоду самець випускає з рота доволі великих мальків, готових до самостійного життя.

## Утримання в акваріумі
Це агресивні риби, вони сильно б'ються між собою. Тому B. ocellata потребує просторого акваріума, в якому має бути достатньо схованок. Для пари риб достатньо акваріума на 75 літрів, для групи потрібно 150 літрів і більше. Враховуючи, що ці риби добре стрибають, акваріум тісно накривають кришкою. Потрібна чиста м'яка вода з температурою 21-25 °C, твердістю dH 1-10° та показником pH 5,5-7,5. Загалом цей вид риб невибагливий, надає перевагу дрібному живому корму, але не відмовляється й від сухих кормів, зокрема пластівців.
Розведення також не викликає проблем. Краще дати рибам у групі самим знайти собі пару. Після нересту важливо залишити самця в спокої. Приблизно через 18 днів він випускає з рота близько 60 мальків. Їх відразу можна годувати наупліусами артемії, що тільки-но вилупились. Батьки не їдять своїх мальків. Останні швидко ростуть.
Шляхом селекції була виведена блакитна форма цього виду.
Незважаючи на те, що рибки прості в утримуванні, їхнє забарвлення непоказне, тому вид мало популярний серед акваріумістів.
Колекціонери та ентузіасти часто позначають акваріумні популяції за районом їх походження, щоб зберігати точність і чисті за кров'ю лінії.